# Серотип
Сероти́п — підвид будь-якого мікроорганізму, який відрізняється від інших представників свого виду особливими антигенами. Поділ на серотипи дуже важливий в клінічній медицині, оскільки саме ці антигени визначають вірулентність та патогенність інфекційних агентів.
У бактерій ознаки, характерні для даного серотипу визначаються зазвичай генами хромосоми. Але в деяких випадках наявність тих чи інших антигенів може визначатись позахромосомними факторами, наприклад помірними фагами (екзотоксини дифтерійної палички, стафілококів та стрептококів).
Крім того у лабораторній діагностиці серотипом називають антигенну структуру досліджуваної клітини, яка була визначена за допомогою методів серології.